# Antoine Devreese
Antoine Devreese  est un footballeur belge né le 10 janvier 1940 à Nazareth, en Flandre orientale, en Belgique. Il évolua comme défenseur.

## Biographie
Devreese est repéré par Pierre Huyghens pendant une séance d’entraînement, avec l’équipe du collège St-Hendrik, sur le terrain de la commune de Nazareth, distante d’une quinzaine de kilomètres de la ville de Gand. Sans se départir de sa scolarité, le jeune Devreese joue avec les « Scolaires » et les « Juniors » et apparaît en « Premières » à l’âge de  19 ans. Bien que jouant en Division 1, il mène à bien des études de kinésithérapie .
« Tony » Devreese joue huit saisons à Gentbrugge puis, après une relégatation des « Buffalos », il termine sa carrière à Waregem, qui a atteint l’élite nationale l’année précédente.
Devreese participe à la Coupe des villes de foires (deux matchs), et à la Coupe des coupes (deux matchs également).

## Palmarès
ARA La Gantoise
- Coupe de Belgique (1) :
  - Vainqueur : 1963-64.